# Concentració d'Acció Antifeixista
La Concentració d'Acció Antifeixista (en italià: Concentrazione d'Azione Antifascista), també coneguda com a Concentració Antifeixista o Concentració Antifeixista Italiana (en italià: Concentrazione Antifascista Italiana), va ser una coalició entre diversos grups de l'oposició antifeixista italiana a exili, operant a França entre 1927 i 1934, a fi de compartir una plataforma comuna de lluita contra el feixisme.

## Història
La iniciativa, que tenia per objectiu la formació d'un front comú de diferents grups de l'oposició italiana a l'exili, va ser assumida per l'antic sindicalista revolucionari Alceste de Ambris i del periodista antifeixista Luigi Campolonghi, respectivament president i secretari de la Lliga Italiana dels Drets de l'Home (LIDU). En particular, el segon d'ells, cap de redacció de la columna en italià del periòdic niçard La France de Nice e du Sud-Est, es va fer responsable de l'exigència d'un punt de vinculació compartida, perquè la reorganització de l'antifeixisme a l'estranger no reproduís les antigues divisions existents a Itàlia, abans de la instauració de la dictadura.
L'octubre de 1926, al poble de Nerac, Campolonghi va exposar aquestes idees en el transcurs d'una reunió de caràcter informal amb els republicans Aurelio Natoli i Mario Pistocchi (maçó i cooperador de l'OVRA) i del socialista reformista Giuseppe Emanuele Modigliani, entre d'altres. El 6 de desembre de 1926, es va constituir a París un primer Comitè d'activitat antifeixista, compost pels representants del Partit Republicà Italià (PRI), del Partit Socialista Italià (PSI) i del Partit Socialista Unitari (PSLI) de Filippo Turati i Claudio Treves, a fi de constatar si existien les condicions per transformar la col·laboració entre les forces antifeixistes en aliança estable. El comitè va aprovar la proposta dels socialistes reformistes de constituir una "concentració d'acció", formada per un conglomerat de partits plenament autònoms i de diversa extracció ideològica i política, però coincident en una idèntica base programàtica d'oposició al feixisme.
Així doncs, la coalició es va constituir el 28 de març de 1927 a París, entre el PRI, el PSI, el PSULI (nom assumit pels socialistes reformistes de Turati), Ferdinando Bosso de la LIDU i l'oficina estrangera de la Confederació General Italiana del Treball (CGIL) de Bruno Buozzi. En van quedar fora el Partit Comunista Italià i els corrents de partits no reconstituïts a l'exili (liberals, populars, etc.).

## Programa
El programa de la coalició, publicat al setmanari La Libertà, dirigit per Claudio Treves, era bastant moderat, no comprenent reivindicacions socials. El seu acte constitutiu, a més, lluny de pronunciar una condemna decidida i inequívoca contra el feixisme, però també contra la monarquia com haurien volgut els republicans, es limitava a una crítica deplorable cap a certes organitzacions que haurien afavorit el feixisme, havent-li deixat mà lliure per esclavitzar el país i suprimir les llibertats individuals i col·lectives. Per tal motiu, i des de l'inici, els republicans i, en particular, l'ala esquerra del partit, guiada per Fernando Schiavetti i Mario Bergamo, van emprendre un xoc polític amb els socialreformistes de Turati i Treves, hegemònics a l'interior de la coalició antifeixista. Aquests darrers no excloïen la possibilitat que al llarg del 1927 el rei Víctor Manuel III escollís l'ocasió favorable per llicenciar Benito Mussolini i posar fi a la dictadura. Només al maig de 1928, el Comitè central de la coalició va apostar per la instauració de la república democràtica dels treballadors, l'objectiu final de la batalla antifeixista. Així doncs, el juliol de 1928, l'òrgan republicà "L'Italia del Popolo" va sostenir i prendre part activa en les iniciatives de la coalició i la direcció del PRI a deliberar sobre el retorn de la meitat de la recaptació dels projectes impulsats per les organitzacions integrants.

## Extensió de l'acord
La coalició va ser inicialment criticada per Carlo Rosselli, fundador del moviment antifeixista a l'exili Justícia i Llibertat (JiL), la qual definia de «passitivitat aventiniana», és a dir, de nodrir l'esperança en una intervenció del rei per sortir del feixisme, a més de recolzar-se, a més de la monarquia, en forces com l'Exèrcit i l'Església, clarament còmplices del règim. També el mestre espiritual de Rosselli, l'il·lustre antifeixista Gaetano Salvemini, de les columnes de La Libertà, havia instat els exiliats a l'autocrítica i, per tant, va tallar les relacions amb la coalició.
En canvi, l'adhesió al republicanisme del partit d'on provenia Rosselli, el PSULI de Turati, Treves i Saragat, així com la seva confluència en el Partit Socialista Italià de Pietro Nenni (juliol de 1931), va mutar l'actitud del líder de Justícia i Llibertat. D'aquesta forma, Rosselli va estipular un acord amb el PSI que va reconèixer en JiL «el moviment unitari de l'acció revolucionària a Itàlia». A l'octubre de 1931, aquest acord va ser estès a la coalició, sancionant l'entrada en ella de JiL i la inclusió del partit en el comitè executiu de l'organització, compost per tres elements triats de comú acord representant el PSI, el PRI i JiL.
L'acord de les tres formacions polítiques va patir una important d'aturada quan, al 4t congrés a l'exili del Partit Republicà Italià, (Saint Louis, 19-20 de març de 1932), el corrent contrari a la participació del partit a la coalició antifeixista (liderat per Raffaele Rossetti) es va aliar amb l'esquerra filocomunista (liderada per Fernando Schiavetti) i, resultant majoritària, va deliberar la retirada del PRI de la coalició. En canvi, al congrés següent, que va tenir lloc a París l'abril de 1933, va sortir vencedor el programa partidari de la coalició i es va triar com a secretari polític a Randolfo Pacciardi perquè fes efectiu el reingrés del partit.
El juny de 1933, les tres forces polítiques aliades a l'organització van acordar el nomenament d'un triumvirat encarregat de la gestió col·legiada de la secretaria política, compost per Giuseppe Saragat (PSI), Randolfo Pacciardi (PRI) i Alberto Cianca (JiL).
Successivament, els contrastos entre els diversos corrents es van aguditzar: socialistes i republicans van criticar com una «invasió de camp» el programa publicat per Rosselli en el primer número dels Quaderni di Giustizia e Libertà, titllat d'obrerista i jacobí. A més, no va ser particularment ben vist pel PRI i JiL l'orientació del Partit Socialista per tal d'arribar a un pacte d'unitat d'acció amb el Partit Comunista Italià. Això va conduir, el maig de 1934, a la dissolució definitiva de la concentració antifeixista.